# Sant Joan de Mollet
Sant Joan de Mollet is een gemeente in de Spaanse provincie Girona in de regio Catalonië met een oppervlakte van 3 km². Sant Joan de Mollet telt 495 inwoners (1 januari 2016).

## Demografische ontwikkeling
Bron: INE, 1857-2011: volkstellingen